# Torcello (stolica tytularna)
Torcello (łac. Turricellum, wł. Torcello) – stolica historycznej diecezji w Italii erygowanej w roku 640, a włączonej w 1818 w skład Patriarchatu Wenecji. 
Współcześnie wyspa Torcello wchodzi w skład Wenecji we Włoszech. Obecnie katolickie biskupstwo tytularne ustanowione w 1968 przez papieża Pawła VI.

## Biskupi tytularni
| Lp. | Biskup            | Funkcja                                                                                      | Od                   | Do                   |
| --- | ----------------- | -------------------------------------------------------------------------------------------- | -------------------- | -------------------- |
| 1   | Gino Paro         | nuncjusz apostolski                                                                          | 5 maja 1969          | 21 września 1988     |
| 2   | Giovanni Tonucci  | nuncjusz apostolski                                                                          | 21 października 1989 | 18 października 2007 |
| 3   | Gianfranco Gardin | sekretarz Kongregacji ds. Instytutów Życia Konsekrowanego i Stowarzyszeń Życia Apostolskiego | 1 listopada 2007     | 18 grudnia 2009      |
| 4   | Piero Pioppo      | nuncjusz apostolski                                                                          | 25 stycznia 2010     |                      |